# Чемпионат Азербайджана по борьбе 2012
Чемпионат Азербайджана по борьбе 2012 года проходил в Баку с 18 по 21 декабря. Соревнования среди мужчин проходили по вольной и греко-римской борьбе в спортивно-олимпийском центре «Серхедчи». Всего разыгрывалось 14 комплектов медалей.
Чемпионат был организован Министерством молодёжи и спорта Азербайджанской Республики совместно с Федерацией борьбы Азербайджана. В соревнованиях могли участвовать спортсмены, достигшие 18 лет, 1994 года рождения и старше. 18 декабря состоялась церемония открытия турнира.

## Медалисты

### Вольная борьба
| Категория | Золото                           | Серебро                                       | Бронза                                                                                        |
| --------- | -------------------------------- | --------------------------------------------- | --------------------------------------------------------------------------------------------- |
| до 55 кг  | Намик Севдимов СО МВД            | Яшар Алиев Апшеронский район, СОЦ «Нефтчи»    | Азер Пашаев Гянджинский спортивно-образовательный центр Мирджалал Гасанзаде Апшеронский район |
| до 60 кг  | Гаджи Алиев                      | Агагусейн Мустафаев                           |                                                                                               |
| до 66 кг  | Эмин Азизов СОЦ «Нефтчи»         | Магомед Муслимов «Атаспорт»                   | Руслан Дибиргаджиев «Атаспорт» Ракиф Мамедов «Гёмрюкяю», Агдашский район                      |
| до 74 кг  | Александр Гостиев                | Джабраил Гасанов                              | Ашраф Алиев Хаган Сулейманов                                                                  |
| до 84 кг  | Илья Хамикоев «Атаспорт»         | Роман Бекиров Апшеронский район, СОЦ «Нефтчи» | Магомедгаджи Хатиев «Атаспорт» Эльджан Усубзаде СОЦ «Нефтчи»                                  |
| до 96 кг  | Хетаг Гозюмов                    | Асланбек Алборов                              | Гаджи Алишанов Рашад Аскеров                                                                  |
| до 120 кг | Джамаладдин Магомедов «Атаспорт» | Али Исаев «Атаспорт»                          | Аслан Дзебишов «Атаспорт» Фарид Ахмедов СОЦ «Нефтчи»                                          |

### Греко-римская борьба
| Категория | Золото                        | Серебро                                          | Бронза                                                                   |
| --------- | ----------------------------- | ------------------------------------------------ | ------------------------------------------------------------------------ |
| до 55 кг  | Орхан Ахмедов «Локомотив»     | Эльдениз Азизли СОЦ «Нефтчи»                     | Сакит Гулиев СОЦ «Нефтчи» Гасым Магомедов «Интер»                        |
| до 60 кг  | Эльчин Алиев «Интер», Сумгаит | Талех Мамедов СОЦ «Нефтчи»                       | Заур Багиров ЦСКА Эльман Мухтаров СОЦ «Нефтчи»                           |
| до 66 кг  | Азад Алиев «Интер»            | Гадир Сулейманов Апшеронский район, СОЦ «Нефтчи» | Эльчин Гасанов СОЦ «Нефтчи» Расул Чунаев Балакенский район, СОЦ «Нефтчи» |
| до 74 кг  | Шамиль Эртуганов «Интер»      | Ниямеддин Ибрагимов «Спартак»                    | Эльвин Мурсалиев СОЦ «Нефтчи» Тимур Умаров «Атаспорт»                    |
| до 84 кг  | Рафик Гусейнов СО МВД         | Мате Савадзе «Атаспорт»                          | Фуад Алиев СОЦ «Нефтчи» Солтан Исмайлов ЦСКА                             |
| до 96 кг  | Саман Тахмасеби «Атаспорт»    | Шалва Гадабадзе «Атаспорт»                       | Араз Гасанов СОЦ «Нефтчи» Шахрияр Мамедов СО МВД                         |
| до 120 кг | Максим Прохоров «Атаспорт»    | Заур Мехралиев «Интер»                           | Аббас Абдуллаев «Атаспорт» Гоша Давитадзе «Атаспорт»                     |